# Аледжайънт Стейдиъм
„Аледжайънт Стейдиъм“ е покрит стадион в Парадайс, Невада, югозападно от Лас Вегас. Открит през 2020 година, стадионът домакинства двубоите на „Лас Вегас Райдърс“ от НФЛ. С цена от 1,9 млрд. щ.д. е един от най-скъпите стадиони на света.[източник? (Поискан преди 1 ден)]
Съоражението освен за американски футбол се използва и за други спортове. „Кечмания 41“ се провежда на „Аледжайънт“ през 2025 година. „Супербоул 58“ се играе на стадиона през 2024 година, както и финалът на Златната купа на КОНКАКАФ през 2021 година и мачове от „Копа Америка 2024“.
Стадионът ще бъде домакин на мачове по време на Златната купа на КОНКАКАФ през 2025 г.